# Craugastor alfredi
Craugastor alfredi là một loài ếch trong họ Leptodactylidae.
Nó được tìm thấy ở Guatemala và México.
Môi trường sống tự nhiên của chúng là các khu rừng ẩm ướt đất thấp nhiệt đới hoặc cận nhiệt đới.
Nó bị đe dọa do mất môi trường sống.